# П'ятихатки (станція)
П'ятихатки (П'ятихатки-Пасажирська) — вузлова дільнична залізнична станція 1-го класу Дніпровської дирекції Придніпровської залізниці. Розташована у середмісті П'ятихаток Дніпропетровської області.

## Історія
1886 року на території Саксаганської волості Верхньодніпровського повіту розпочалося будівництво вузлової станції, поблизу якої було побудовано перші п'ять хат. Звідси і назва населеного пункту та залізничної станції П'ятихатки. Станція виникла у 1898 році під час будівництва лінії Колачевське — П'ятихатки — Любомирівка.
Будівля вокзалу розташована на острівній платформі і має виходи на західну та східну сторони вокзалу. На станції є зала очікування, каси продажу квитків приміського та далекого сполучення, камера схову, багажне відділення.
Влітку 2016 року розпочалися будівельні роботи зі спорудження нового залізобетонного пішохідного мосту через колії станції П'ятихатки. Генеральний підрядник — Дніпровський мостобудівний поїзд регіональної філії «Придніпровська залізниця» виконав роботи з влаштування опор, монтажу залізобетонних прогонових будов та східців. Роботи з влаштування пальової основи опор, забивання 110 залізобетонних паль виконував Львівський мостобудівний поїзд. Всі залізобетонні конструкції (палі, фундаменти опор, опори, прогонові будови) виготовив Старокостянтинівський завод залізобетонних шпал. Роботи з фарбування залізобетонних та металевих конструкцій мосту, благоустрою прилеглої до мосту території виконали структурні підрозділи служб колії регіональної філії «Придніпровська залізниця», а структурні підрозділи служби електропостачання перевлаштували контактну мережу та влаштували освітлення на пішохідному мосту. Новий міст має довжину 182 м, на посадкові платформи влаштовано 5 сходів, на яких змонтовані 5 підйомників для маломобільних верств населення. Виконано благоустрій прилеглої до мосту території. Загальна вартість робіт склала 28,5 млн ₴.

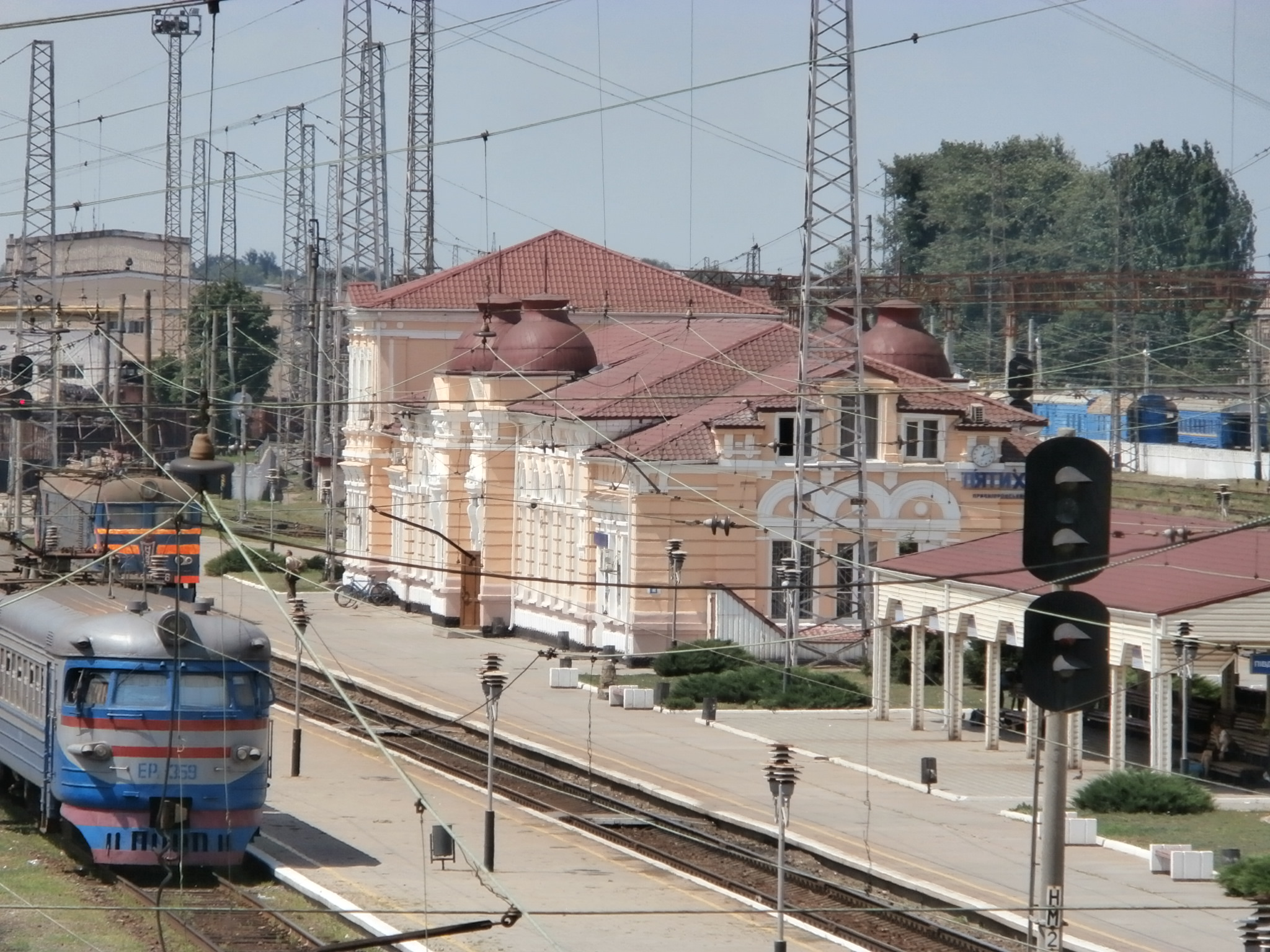
Вокзал станції П'ятихатки

У 2014 році станція була передана з підпорядкування Криворізької дирекції залізничних перевезень до Дніпровської дирекції.
28 грудня 2017 року відбулося  відкриття нового пішохідного моста через колії. До цього існуючий металевий пішохідний міст, який побудований 1952 року, був дефектною спорудою. Несучі конструкції мосту були металеві, пішохідна частина виконана з дерев'яного настилу. Старий металевий пішохідний міст демонтований у першому кварталі 2018 року.

## Початок відліку кілометрових знаків
Чимало залізниць у Кривому Розі та його околицях перебудовувались. Сучасна залізниця між Жовтими Водами та Рокуватою взагалі наново побудована на іншому місці у 1950-х роках. Тією залізницею, що існувала раніше, стало неможливо користуватись через розробку кар'єрів. Один з сучасних кар'єрів поглинув те місце, де пролягала колишня залізниця. Те що кілометраж зараз від П'ятихаток до Кривого Рогу рахується від нуля — очікувано, але жодної історичної інформації це не несе, це наново присвоєний після 1950-х років кілометраж. Після будівництва нової залізниці, там вся лінія мала інакшу довжину, тому простіше було перенумерувати. Тому тут велике питання звідки 68,5 км у П'ятихатках. Хоч чисельно приблизно збігається з кілометражем від Користівки, щоб хоч колись такий кілометраж від Користівки запроваджувати.
Кілометраж від Фастова того часу закінчувався перед Знам'янкою, на межі тогочасної Південно-Західної залізниці, а сама Знам'янка з часів побудови впродовж 1860—1864 років була її частиною (337 км) спочатку Харківсько-Миколаївської залізниці (Харків — Водопій — Миколаїв / Кульбакине), а з 1907 року — Південних залізниць. У 1901 році побудували дільницю Користівка — П'ятихатки (і вона одразу стала частиною Харківсько-Миколаївської залізниці), то кілометраж рахувався від Користівки до П'ятихаток. Стик Харківсько-Миколаївської залізниці, потім Південної та Катерининської залізниці (або Криворізької, це була робоча назва будівництва частини Катерининської залізниці на схід від сучасного Нижньодніпровська) спочатку був на пікеті 67,57 км, приблизно в тому місці, де зараз пост (з'їзд на 5 км у напрямку Жовтих Вод завдовжки 71 км). Станція Яковлівка розташовувалася на 61-му км, а примикання відбувалося у П'ятихатках (на 69-му км). Ота невелика різниця в кілометрах набігає за рахунок того, що початок, О км, був не по осі пасажирської будівлі, а від місця примикання з Харкова. І так само кінець. Всі роз'їзні пункти мали похибку у менший бік в 2-3 км порівняно з тим, якби зараз перенести теперішній кілометраж дільниці з нулем по осі станції Користівка.
Дільниця Верхівцеве — П'ятихатки має свій кілометраж від Верхівцевого через П'ятихатки і далі до Карнаватки (нині — неіснуюча станція) та Довгинцевого, а далі на схід від Верховцевого мала спадаючий кілометраж, з часів будівництва його ввели від Ясинуватої (спочатку це мала бути станція Хацапетівка) до Долинської (мала бути спочатку станція Казанка, тут примикання було перенесено на стадії розробки проєкту) через Довгинцеве.
Лінія П'ятихатки — Ясинувата визначалась Першою Катерининською залізницею, незабаром була збудована східна ділянка Другої Катерининської залізниці (зараз як Долинська — Кривий Ріг — Запоріжжя — Волноваха), продовження якої не було добудоване всього на дільниці Волноваха — Таганрог. Західна ділянка Умань — Помічна — Долинська взагалі не була розпочата, і лише через тривалий час зовсім з інших причин було побудовано ділянку Помічна — Долинська, а ділянка Умань — Помічна назавжди лишилась у історичних планах.
Жовтневий переворот у тогочасній імперії, криворукість голоти, яка прийшла керувати країною, назавжди перекреслила ці плани. У 1918—1921 роках відбулося багато змін як у державі, так і на залізницях, і зрештою у 1923 році дільницю від Знам'янки до П'ятихаток передали від Південної до Катерининської залізниці, яка того часу пролягала до Ясинуватої, сама Ясинувата належала до Донецьких залізниць. Кілометраж був змінений, а нульовим пунктом було визначено Користівку, кінцеву — Ясинувату.
П'ятихатки — Долгинцеве через Карнаватку зберегла свій кілометраж, а Верхівцеве — Долгинцеве — Долинська отримала свій кілометраж з початком від Верхівцевого. Долгинцеве — Волноваха також мала свій окремий кілометраж. Лінія Харків  — Миколаїв також тоді зберегла свій кілометраж, незважаючи на те, що її ділянка від Крюкова і далі на південь також була передана до Катерининської залізниці.
1936 року Катерининська залізниця змінила свою назву на Сталінську, також була заснована Одеська залізниця. Її стики того часу, — П'ятихатки (викл.), Долинська (вкл.), Снігурівка (вкл). У перші роки ніхто кілометраж не змінював. Тривалий час всі роздільні пункти від Користівки до П'ятихаток мали пікетаж від Користівки. Так само й Миколаїв мав відлік не від Знам'янки на цій гілці, а від Харкова. Відповідно й її ділянка Користівка — Знам'янки рахувалася від Харкова, пікетаж зростав на захід, а не на схід, як зараз. Станція Олександрія знаходилась на 11 км, а далі був колійний пост 13 км (місце примикання колій Олександрійського ВТУ ВО «Олександріявугілля») до того моменту, коли було поряд з основною гілкою побудовано неіснуючу нині колію безпосередньо до станції Олександрія. До речі, раніше станція мала назву — Олександрія-Херсонська тому, що Олександрій багато, а ця була у Херсонській губернії. Але друга частина назви станції -Херсонська не збереглася.
Наразі так і залишився стик двох залізниць, пікет 403+850 Одеської залізниці є пікетом 67+105 Придніпровської залізниці. Тож відома і перша цифра, це продовження пікетажу лінії Фастів — Знам'янка. Невідомо за якої причини, на Одеській залізниці змінили пікетаж, а Придніпровська залізниця — ні.
Існує версія, що впродовж 1961—1964 років проводилася електрифікація лінії Знам'янка — П'ятихатки, а також масштабна реконструкція знам'янського залізничного вузла ще з часів закінчення війни з піком у 1957 році. Тоді вугільні розрізи «Олександріявугілля» якось посприяли зміні пікетажу. Існуючий пікетаж ділянки Харків — Миколаїв вже не відповідав дійсності на відрізку Користівка — Знам'янка настільки, що в процесі та після закінчення електрифікації та робіт щодо розбудови та реконструкції Знам'янки було прийняте рішення про зміну пікетажу. Неправильні пікети вже не допомагали, бо річ йшла про великі зміни, можливо кілометри. Станція Користівка також була реконструйована. До Миколаєва станція Знам'янка стала нульовим пунктом, а ділянку Користівка — Знам'янка розвернули і приплюсували її до Фастова — Знам'янки, лінія з Харкова закінчувалась у Користівці, і комусь видалось логічним, щоб відлік був один і пікетаж продовжили далі у бік П'ятихаток. На місцевості роботи й так проводились капітальні, щоб під це виділялись якісь особливі ресурси чи кошти. Робота більше документальна. На Придніпровській залізниці роботи щодо електрифікації від Нижньодніпровська до П'ятихаток були проведені ще у 1958 році, єдиним їх об'єктом цього проєкту була станція стикування та електрифікація короткої ділянки до станції П'ятихатки-Стикова. На інших ділянках ніякі роботи не проводились. Проведення таких робіт було б доволі вартісним як по ресурсах, так і за часом. Плани на переведення всього ходу на лінії від Фастова до Ясинуватої на рівні Міністерства шляхів сполучення був. Залізниці не мали такої автономії, щоб самим впроваджувати такі зміни. Припущення щодо навіть того, щоб у конкретній п'ятирічці перевести були, але в силу певних обставин, включно і з адміністративними, таких змін не відбулося. Тож з 1970 року вже було так, як є.

## Пасажирське сполучення
На станції перетинаються три лінії Верхівцеве — П'ятихатки, Савро — П'ятихатки, П'ятихатки-Стикова — П'ятихатки. На станції зупиняються більшість поїздів далекого сполучення, денні швидкісні поїзди «Інтерсіті+» та приміські електропоїзди у напрямку Дніпра, Кривого Рогу та Знам'янки.

## Галерея

Пам'ятник паровозу Е-4256 на в'їзді до міста
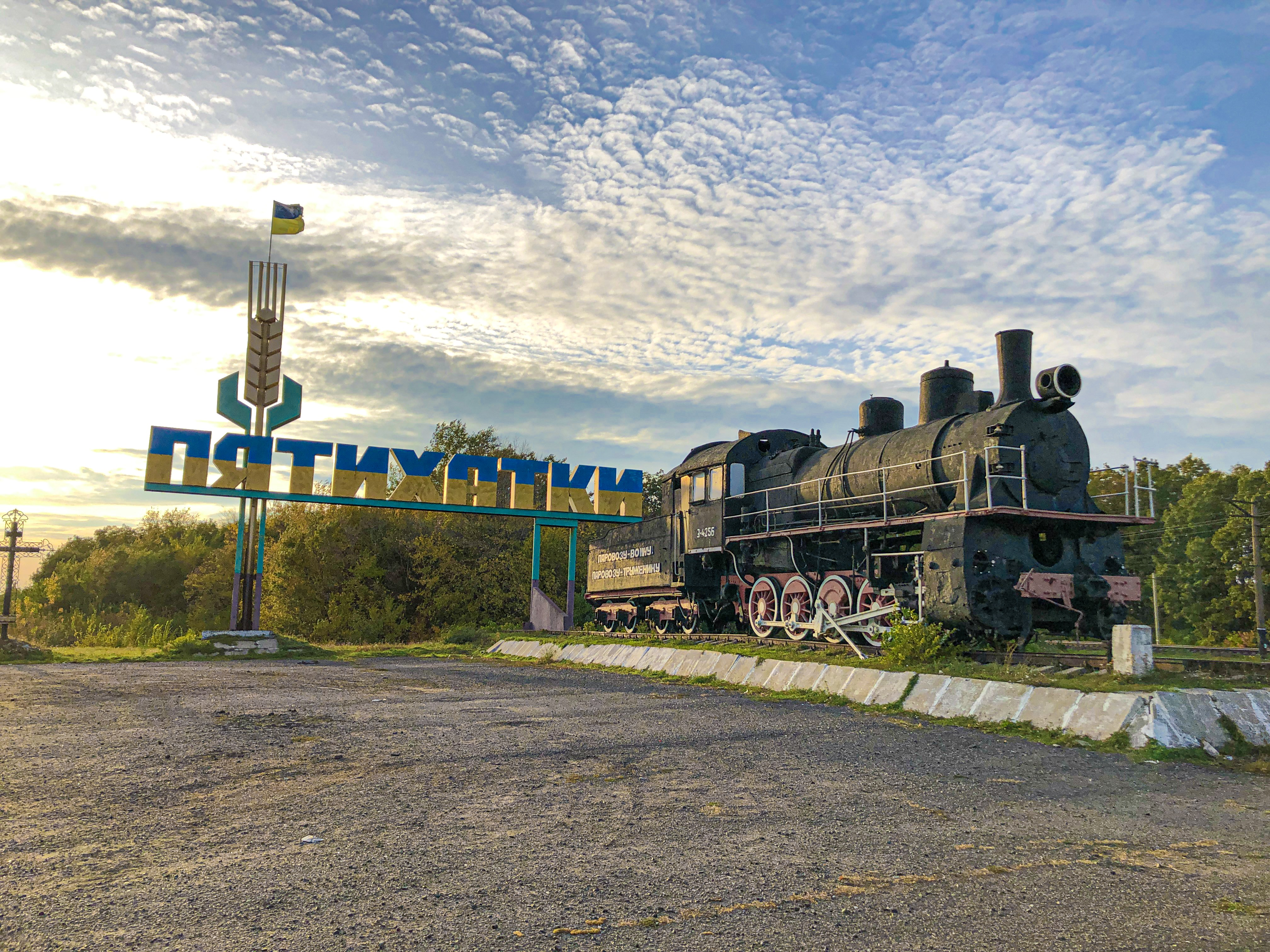
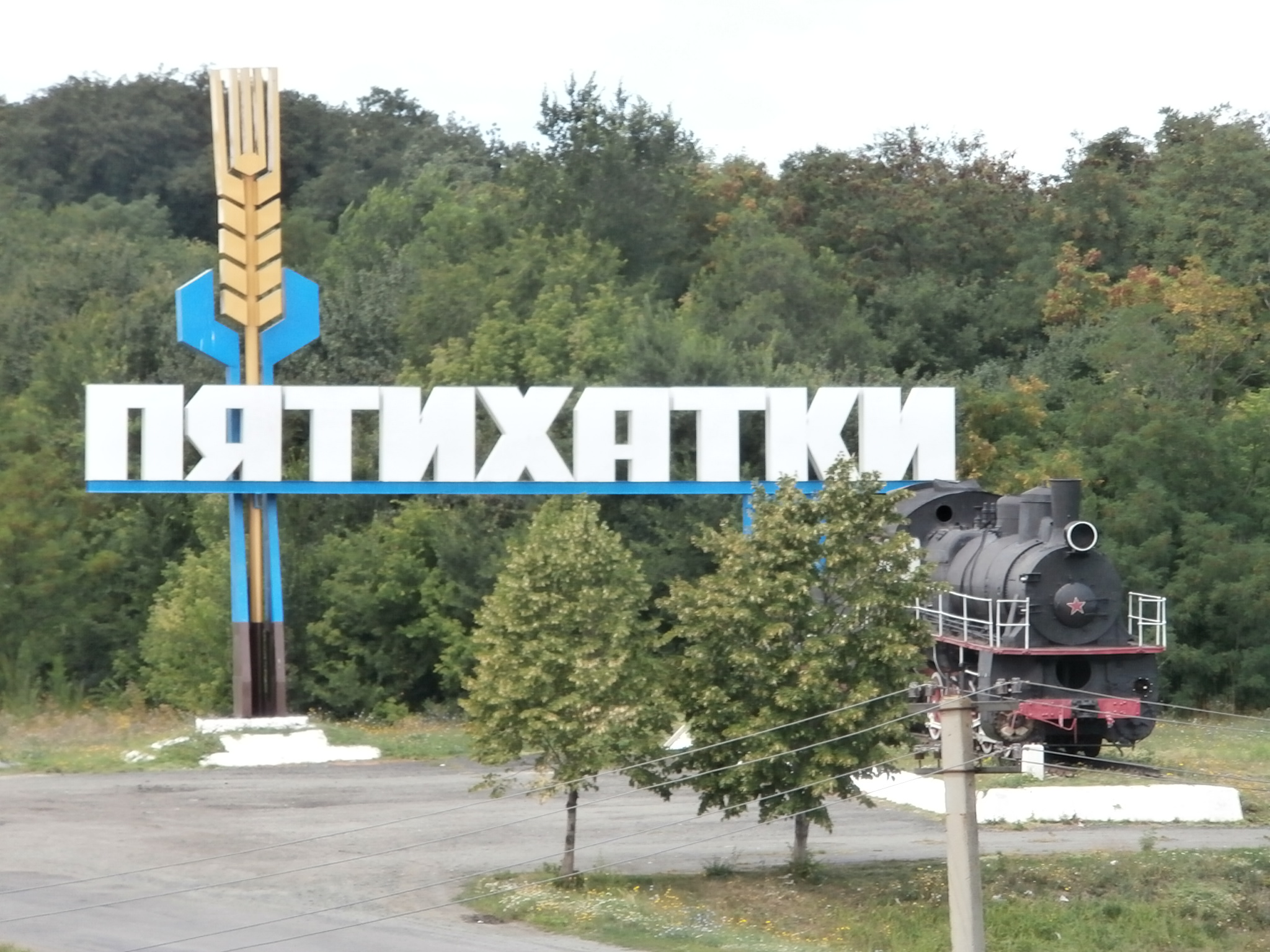
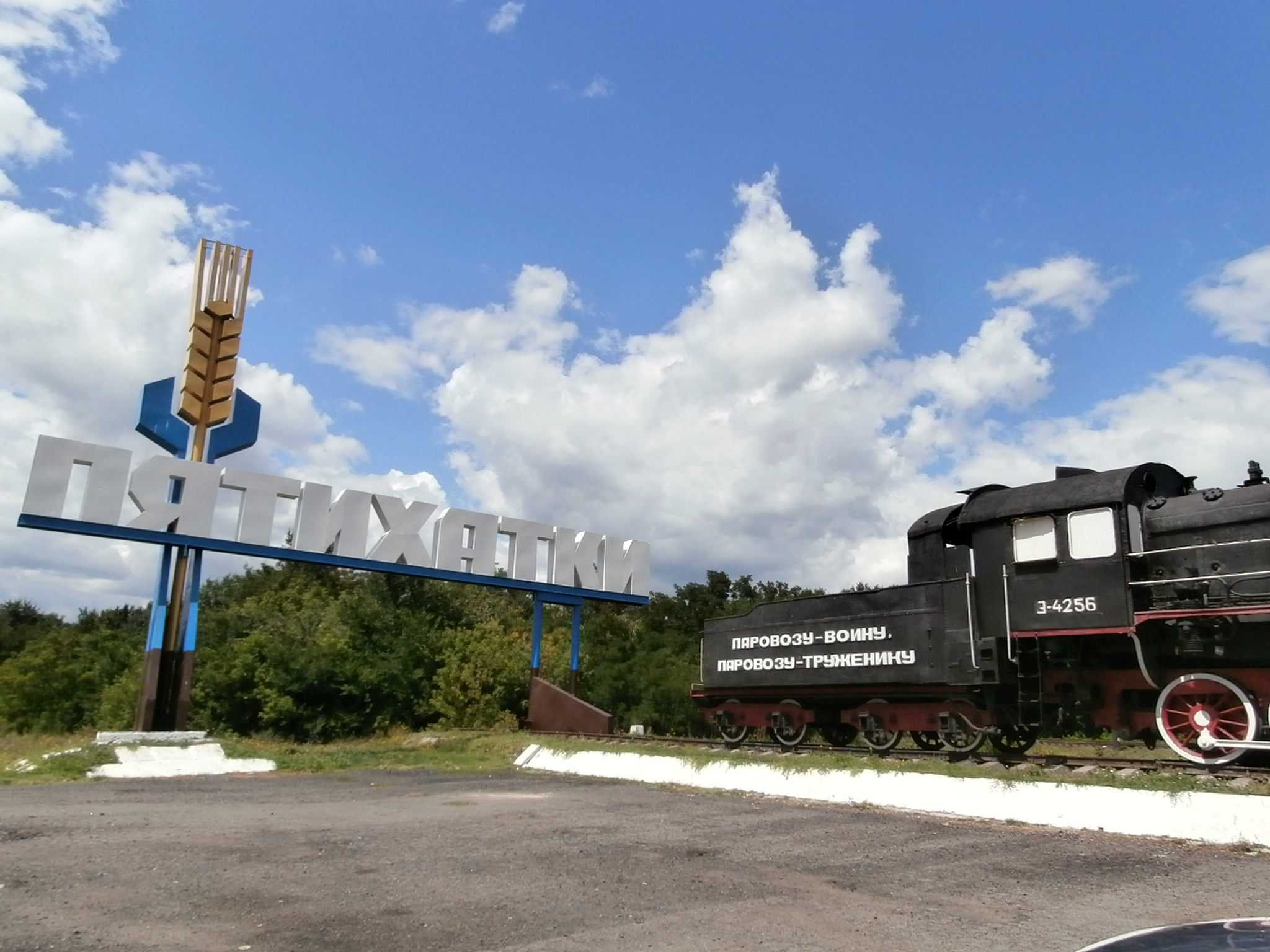